# 모리 에이지로
모리 에이지로(일본어: 森 英次郎, 1986년 4월 8일 ~ )는 일본의 전 축구 선수이다.

## 구단 경력
그는 2011년부터 2017년까지 J리그의 가이나레 돗토리, 그루자 모리오카에서 활동하였다.